# Pentilamina
Pentilamina é a amina primária com fórmula química CH3(CH2)4NH2. Ela é usada como solvente, como matéria prima na produçao de vários outros compostos (corantes, emulsificantes, produtos farmacêuticos ) e como flavorizante.